# Balenoptèrids
Els balenoptèrids (Balaenopteridae) són el major grup de cetacis misticets, amb nou espècies en dos gèneres. Inclouen l'animal més gros que ha viscut mai, el rorqual blau, que pot assolir un pes de 177 tones i dues altres espècies que passen de llarg les 50 tones. Fins i tot el membre més petit del grup, el rorqual d'aleta blanca, arriba a les 9 tones.

## Característiques

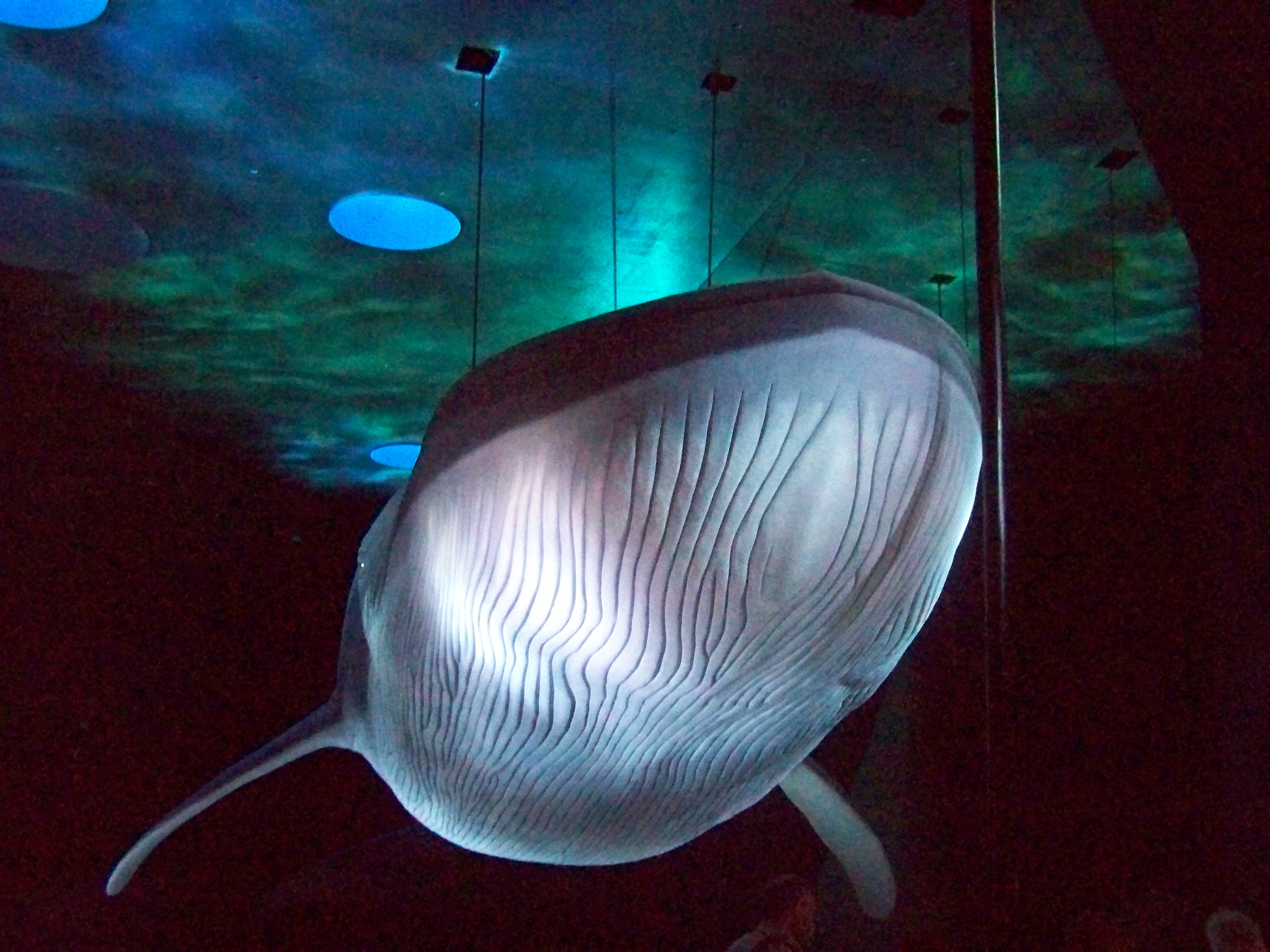
La presència de plecs gulars és una de les característiques d'aquesta família.

La família Balaenopteridae es distingeix de les altres famílies de misticets per la presència de plecs a la gola i a la regió ventral (plecs singulars) que s'expandeixen enormement quan s'alimenten en empassar aigua que es filtra per les barbes. Posseeixen una aleta dorsal. La forma del crani vist lateralment és recte i pla.

## Reproducció
La majoria de les espècies crien en aigües temperades durant l'hivern, i després tornen a les zones d'alimentació a prop dels pols, riques en plàncton i krill, durant el curt estiu polar.

## Classificació
La família Balaenopteridae està formada per nou espècies vivents en dos gèneres: 
| Gènere       | Espècie (binomial)         | Noms vulgars                           | Imatge                    |
| Balaenoptera | Balaenoptera physalus      | Rorqual comú                           | Rorqual comú              |
| Balaenoptera | Balaenoptera borealis      | Rorqual sei o boreal                   | Rorqual sei               |
| Balaenoptera | Balaenoptera brydei        | Rorqual de Bryde                       | Rorqual de Bryde          |
| Balaenoptera | Balaenoptera edeni         | Rorqual tropical                       | Rorqual tropical          |
| Balaenoptera | Balaenoptera musculus      | Rorqual blau                           | Rorqual blau              |
| Balaenoptera | Balaenoptera acutorostrata | Rorqual aleta blanca, nan o minke comú | Rorqual aleta blanca      |
| Balaenoptera | Balaenoptera bonaerensis   | Rorqual austral o minke antàrtic       | Rorqual austral           |
| Balaenoptera | Balaenoptera omurai        | Rorqual d'Omura                        |                           |
| Megaptera    | Megaptera novaeangliae     | Iubarta o balena geperuda              | Iubarta o balena geperuda |